# Vrchní Orlice
Vrchní Orlice (německy Hohen-Erlitz) je zaniklá obec ležící u hranic České republiky a Polska. Její katastrální území je součástí obce Bartošovice v Orlických horách v okrese Rychnov nad Kněžnou, jichž je Vrchní Orlice základní sídelní jednotkou. Obec byla opuštěna po druhé světové válce. Jednou ze zbývajících staveb původní obce je kostel svatého Jana Nepomuckého ze začátku 18. století.

## Historie
V letech 1869–1930 byla samostatnou obcí, ke které patřila  Hadinec a v letech 1950–1980 byla vesnice součástí obce Bartošovice v Orlických horách.